# Michael Clayton (film)
Michael Clayton – amerykański thriller z 2007 roku w reżyserii Tony’ego Gilroya z George’em Clooneyem w roli tytułowej. Nagrodę Oscara za drugoplanową rolę otrzymała Tilda Swinton.

## Fabuła
Tytułowy Michael Clayton to doświadczony prawnik z szerokimi kontaktami w Nowym Jorku. Skłonność do hazardu sprawiła jednak, że zamiast awansować został człowiekiem do zadań specjalnych w dużej kancelarii. Zajmuje się wyciszaniem spraw, które mogą zaszkodzić reputacji klientów. Spisuje się znakomicie, ale wciąż ma problemy finansowe. Pewnego dnia w jego samochodzie wybucha bomba. Michaela Claytona czekają najgorsze dni w karierze.

## Obsada
- George Clooney jako Michael Clayton
- Sean Cullen jako Gene Clayton
- Tom Wilkinson jako Arthur Edens
- Tilda Swinton jako Karen Crowder
- Sydney Pollack jako Marty Bach
- Michael O’Keefe jako Barry Grissom
- Ken Howard jako Don Jefferies
- Denis O’Hare jako pan Greer
- Robert Prescott jako pan Verne
- Austin Williams jako Henry Clayton
- Merritt Wever jako Anna
- David Lansbury jako Timmy Clayton
- Bill Raymond jako Gabe Zabel
- David Zayas jako detektyw Dalberto
- Skipp Sudduth jako Jerry Dante

## Nagrody i nominacje (wybrane)
Oscary za rok 2007
- Najlepsza aktorka drugoplanowa - Tilda Swinton
- Najlepszy film - Sydney Pollack, Jennifer Fox, Kenny Orent (nominacja)
- Najlepsza reżyseria - Tony Gilroy (nominacja)
- Najlepszy scenariusz oryginalny - Tony Gilroy (nominacja)
- Najlepsza muzyka - James Newton Howard (nominacja)
- Najlepszy aktor - George Clooney (nominacja)
- Najlepszy aktor drugoplanowy - Tom Wilkinson (nominacja)

Złote Globy 2007
- Najlepszy dramat (nominacja)
- Najlepszy aktor dramatyczny - George Clooney (nominacja)
- Najlepszy aktor drugoplanowy - Tom Wilkinson (nominacja)
- Najlepsza aktorka drugoplanowa - Tilda Swinton (nominacja)

Nagrody BAFTA 2007
- Najlepsza aktorka drugoplanowa - Tilda Swinton
- Najlepszy scenariusz oryginalny - Tony Gilroy (nominacja)
- Najlepszy montaż - John Gilroy (nominacja)
- Najlepszy aktor - George Clooney (nominacja)
- Najlepszy aktor drugoplanowy - Tom Wilkinson (nominacja)

Nagroda Satelita 2007
- Najlepszy aktor drugoplanowy w dramacie - Tom Wilkinson
- Najlepszy scenariusz oryginalny - Tony Gilroy (nominacja)
- Najlepsza aktorka drugoplanowa w dramacie - Tilda Swinton (nominacja)

MFF w Wenecji 2007
- Złoty Lew (nominacja)